# Ville-d'Avray
 Ville-d’Avray  es una comuna (municipio) de Francia, en la región de Isla de Francia, departamento de Altos del Sena, en el distrito de Boulogne-Billancourt y en el cantón de Chaville.

## Demografía
| 458 | 459 | 471 | 514 | 896 | 768 | 955 | 1 044 | 1 063 | 1 120 | 1 346 | 1 294 | 1 274 | 1 359 | 1 559 | 1 498 | 1 511 | 1 532 | 1 730 | 1 887 | 2 316 | 2 698 | 3 088 | 2 915 | 3 397 | 4 351 | 5 802 | 10 365 | 11 698 | 11 625 | 11 616 | 11 415 | 10 956 |
| Para los censos de 1962 a 1999 la población legal corresponde a la población sin duplicidades (Fuente: INSEE [Consultar]) |     |     |     |     |     |     |       |       |       |       |       |       |       |       |       |       |       |       |       |       |       |       |       |       |       |       |        |        |        |        |        |        |

## Personajes célebres
- Pierre-Henri Simon, de la Academia francesa y de la Academia de Saintonge, vivió en Ville d'Avray.
- Victor Boucher, actor (24 de agosto de 1877, Ruan - 21 de febrero de 1942, Ville-d'Avray)
- Jean-Baptiste Camille Corot, pintor, considerado como el primer impresionista.
- Mylène Farmer pasó su infancia en Ville-d'Avray
- Augustin Fresnel (10 de mayo de 1788, Broglie - 14 de julio de 1827, Ville-d'Avray), físico
- Léon Gambetta, presidente de Francia.
- Isabelle Huppert pasó su juventud en Ville-d'Avray
- Yehudi Menuhin, violinista y director de orquesta, vivió allí de 1930 a 1935.
- Jean Rostand (30 de octubre de 1894, París - 4 de septiembre de 1977, Ville-d'Avray), biólogo y escritor
- Boris Vian (10 de marzo de 1920, Ville-d'Avray - 23 de junio de 1959, París), escritor